# Martine Fournier
Martine Fournier (Menen, 29 juni 1965) is een voormalig Belgisch politica voor de CD&V.

## Biografie
Fournier volgde middelbaar onderwijs in Tielt. Ze werkte daarna enkele jaren mee in de brandstoffenzaak van haar ouders en baatte nadien van 1994 tot 2004 een damesboetiek uit. Ze werd actief binnen UNIZO en was voorzitter van de plaatselijke afdeling van Menen.

### Kabinetsmedewerkster
Ze begon in 2004 aan een politieke loopbaan voor CD&V en nam toen voor het eerst deel aan de Vlaamse verkiezingen. Van augustus 2004 tot juni 2007 was ze medewerker op het privésecretariaat van toenmalig Vlaams minister-president Yves Leterme. In die hoedanigheid volgde ze lokale dossiers in West-Vlaanderen op. 

### Eerste schepen
In oktober 2006 werd Fournier verkozen tot gemeenteraadslid van Menen. Op 1 januari 2007 werd ze eerste schepen van de stad, met de bevoegdheden middenstand, economie, jeugd, ICT, mobiliteit en verkeer. Ze oefende de functie uit tot eind 2012.

### Volksvertegenwoordigster
Na de derde Vlaamse verkiezingen van 13 juni 2004 volgde ze begin juli 2007 Vlaams minister Hilde Crevits op als Vlaams volksvertegenwoordiger voor de kieskring West-Vlaanderen. Ook na de volgende  Vlaamse verkiezingen van 7 juni 2009, van 25 mei 2014 en van 26 mei 2019 bleef ze lid van het Vlaams Parlement, waar ze uiteindelijk bleef zetelen tot in juni 2024. Martine Fournier zetelde onder meer in de commissie voor Economie, Werk en Sociale Economie en was plaatsvervangend lid van de commissie voor Cultuur, Jeugd, Sport en Media. Vanaf 2014 zetelde ze in de commissie Mobiliteit en Openbare Werken, waarvan ze van 2021 tot 2024 ondervoorzitter was. Bovendien zetelde ze van juli 2019 tot april 2022 als deelstaatsenator in de Senaat. Bij de Vlaamse verkiezingen van 9 juni 2024 stelde Fournier zich geen kandidaat meer.

### Burgemeester
In januari 2013 volgde ze Gilbert Bossuyt op als burgemeester van Menen. Zij trok internationaal de aandacht door haar voornemen om ambtenaren te verbieden met Franstalige burgers in het Frans te communiceren. Zij verordonneerde dat in de toekomst contacten met Franstaligen desnoods in gebarentaal en met pictogrammen zouden moeten verlopen. Hierbij baseerde zij zich op de Belgische taalwetgeving uit 1966.
Na de gemeenteraadsverkiezingen van oktober 2018 haalde Fournier een sterke persoonlijke score en ging haar partij enkele zetels vooruit, maar besloten haar voormalige coalitiepartners N-VA en Open Vld een meerderheid met N-VA te vormen. Aldus kwam Fournier met  haar partij in de oppositie terecht. Vervolgens bleef ze nog tot in september 2021 in de gemeenteraad zetelen. In 2021 besloot Fournier de politiek te verlaten en haar mandaten geleidelijk aan af te bouwen.